# Ляочэн
Ляочэ́н (кит. упр. 聊城, пиньинь Liáochéng) — городской округ на западе китайской провинции Шаньдун. Название означает «город на реке Ляохэ».

## География

### Климат
| Показатель                                    | Янв. | Фев.  | Март | Апр. | Май  | Июнь | Июль  | Авг.  | Сен. | Окт. | Нояб. | Дек.  | Год   |
| --------------------------------------------- | ---- | ----- | ---- | ---- | ---- | ---- | ----- | ----- | ---- | ---- | ----- | ----- | ----- |
| Абсолютный максимум, °C                       | 16,4 | 23,6  | 26,1 | 33,5 | 36,3 | 43,8 | 40,4  | 36,5  | 35,9 | 31,6 | 26,7  | 19,2  | 43,8  |
| Средний суточный максимум, °C                 | 3,8  | 8,2   | 13,8 | 20,6 | 25,9 | 31,3 | 31,5  | 30,1  | 26,6 | 21,1 | 12,6  | 5,6   | 19,3  |
| Средняя температура, °C                       | −1,5 | 2,5   | 7    | 13,5 | 19   | 25   | 26,5  | 25    | 20   | 14,5 | 6,5   | 0,5   | 12,6  |
| Средний суточный минимум, °C                  | −6,5 | −3,3  | 1,7  | 7,8  | 13,1 | 19,1 | 22,3  | 20,7  | 14,9 | 8,4  | 1,1   | −4,4  | 8,6   |
| Абсолютный минимум, °C                        | −20  | −17,4 | −7,2 | −2,1 | 3,3  | 8,8  | 16    | 12,9  | 3,2  | −2,9 | 0,7   | −18,6 | −17,2 |
| Норма осадков, мм                             | 4,7  | 8     | 16,7 | 22,1 | 44,9 | 68,6 | 144,1 | 112,6 | 50,9 | 36,7 | 16,7  | 6,3   | 44,4  |
| Источник: Meoweather.com World Weather Online |      |       |      |      |      |      |       |       |      |      |       |       |       |

## История
Ещё когда царство Цинь впервые в истории объединило Китай в единую империю, здесь был образован уезд Ляочэн (聊城县). При монголах страна была разделена на регионы-лу, и уезд вошёл в состав региона Дунчан (东昌路), правление которого также разместилось в Ляочэне. После основания империи Мин в 1368 году Дунчанский регион был преобразован в Дунчанскую управу (东昌府), аппарат управы также разместился в Ляочэне. После Синьхайской революции в Китае была проведена реформа структуры административного деления, и в 1913 году управы были упразднены.
В 1949 году была образована провинция Пинъюань, в составе которой был создан Специальный район Ляочэн (聊城专区). В 1952 году провинция Пинъюань была расформирована, и Специальный район Ляочэн был передан в состав провинции Шаньдун. В декабре 1958 года уезд Ляочэн был преобразован в город Ляочэн, однако в марте 1963 года город был вновь сделан уездом. В 1967 году Специальный район Ляочэн был переименован в Округ Ляочэн (聊城地区).
В 1983 году уезды Ляочэн и Линьцин были преобразованы в городские уезды.
Постановлением Госсовета КНР от 29 августа 1997 года с марта 1998 года были расформированы округ Ляочэн и городской уезд Ляочэн, а вместо них образован Городской округ Ляочэн; территория бывшего городского уезда Ляочэн стала районом Дунчанфу в его составе.
Постановлением Госсовета КНР от 27 июня 2019 года уезд Чипин был преобразован в городской уезд.

## Административно-территориальное деление
Городской округ Ляочэн делится на 1 район, 2 городских уезда, 5 уездов:
| Карта | #              | Статус    | Название | Иероглифы      | Пиньинь   | Население (2010 прим.) | Площадь (км²) | Плотность населения (/км²) |
| ----- | -------------- | --------- | -------- | -------------- | --------- | ---------------------- | ------------- | -------------------------- |
| 1     | Район          | Дунчанфу  | 东昌府区 | Dōngchāngfǔ qū | 1 060 000 | 1445                   |               |                            |
| 2     | Уезд           | Янгу      | 阳谷县   | Yánggǔ xiàn    | 800 000   | 1065                   |               |                            |
| 3     | Уезд           | Шэньсянь  | 莘县     | Shēn xiàn      | 1 020 000 | 1416                   |               |                            |
| 4     | Городской уезд | Чипин     | 茌平市   | Chípíng shì    | 600 000   | 1002                   |               |                            |
| 5     | Уезд           | Дунъэ     | 东阿县   | Dōng'ē xiàn    | 440 000   | 726                    |               |                            |
| 6     | Уезд           | Гуаньсянь | 冠县     | Guàn xiàn      | 800 000   | 1163                   |               |                            |
| 7     | Уезд           | Гаотан    | 高唐县   | Gāotáng xiàn   | 490 000   | 949                    |               |                            |
| 8     | Городской уезд | Линьцин   | 临清市   | Línqīng shì    | 760 000   | 950                    |               |                            |

## Экономика
В 2001 году принята программа по развитию в Ляочэне сферы туризма. В рамках программы началось строительство на городском озере парка «Китайская Северная Венеция».
В 2010 году ВВП равнялся 162,238 млрд. юаней, что составляло 4,14 % от общего ВВП провинции Шаньдун. По размеру ВВП Ляочэн находился на 12-м месте в провинции и на 70-м месте в целом по стране. ВВП на душу населения в 2010 году был на уровне 28 444 юаней. По этому показателю Ляочэн находился на 15-м месте в провинции.
Развиты такие сектора экономики как сельское хозяйство и промышленная переработка сельхозпродукции, цветная металлургия, химическая промышленность, производство новых источников энергии для транспорта и туризм. В Ляочэне базируются крупный производитель автобусов Zhongtong Bus Holding и алюминиевая компания Shandong Xinfa Aluminum.
На территории сельскохозяйственного парка Синьфа расположены крупные тепличные комплексы по выращиванию клубники и овощей.

## Транспорт
По территории городского округа проходит национальное шоссе 309. Ближайший аэропорт расположен в городе Цзинань.

## Города-побратимы
- Ыйрён, Республика Корея (с 7 июня 2001 года)
- Блэктаун, Австралия (с 14 октября 2003 года)
- Кванмён, Республика Корея (с 3 мая 2005 года)
- Набережные Челны, Российская Федерация (с 2009 года)